# Йосиф Разсуканов
Йосиф Разсуканов (болг. Йосиф Разсуканов); нар. 1 червня 1876, Елена — болгарський генерал-майор, професор Військової академії.

## Біографія
Народився 1 червня 1876 в містечку Елена. 31 серпня 1892 вступив на військову службу, а в 1896 закінчив Військову академію Його Княжої Високості, звідки випустився в званні лейтенанта і направлений на службу в артилерії. У 1900 отримав звання старшого лейтенанта. В 1904 вступає до Туринської військової академі, яку закінчує в 1908 зі званням капітана.
18 травня 1911 був підвищений до майора.
Під час Балканських воєн був військовим аташе Генерального штабу сербської армії в Скоп'є.
З січня 1915 викладав в нещодавно створеній Військової академії як інспектор.
На початку Першої світової війни (1915–1918) був помічником начальника штабу армії. 18 травня 1915 отримав звання підполковника, а 15 липня 1917- полковника.

## Військові звання
- Лейтенант (1900)
- Капітан (1906)
- Майор (18 травня 1911)
- Полковник (18 травня 1915)
- Полковник (15 липня 1917)
- Генерал-майор (6 травня 1936)

## Нагороди
- Орден «За хоробрість» IV ступеня 2 класу
- Орден «За хоробрість» IV класу 1 класу
- Орден «За військові заслуги» IV ступеня